# Hirlatzhöhle
Die Hirlatzhöhle ist eine Höhle im Dachsteinmassiv im Gemeindegebiet von Hallstatt im oberösterreichischen Teil des Salzkammergutes. Die bisher bekannte Gesamtlänge der Höhle beträgt über 115 km. Sie ist somit die drittlängste Höhle Österreichs und mit 1559 m Tiefe die zweittiefste Höhle in Österreich. Die tiefste Stelle befindet sich auf 443 m Seehöhe und damit 65 m unter dem Wasserspiegel des nahen Hallstättersees.

## Geographisches
Das System erstreckt sich vom Oberfeld im Osten bis zum Gamskogel im Westen. Die Ost-West-Erstreckung beträgt 5445 m, die Nord-Süd-Erstreckung 3662 m.
Vertikal erstreckt sich die Höhle über 1560 Meter, sie reicht von 2003 m hinunter bis auf 443 m Meereshöhe.
Die Höhle verfügt über sechs Eingänge. Drei davon sind nur für Taucher benutzbar, ein weiterer liegt in einer steilen Felswand und der fünfte erschließt nur einen kleinen Teil der Höhle ohne Tauchgang.
Aufgrund dieser Umstände bleibt für die effiziente Erforschung faktisch nur ein nutzbarer Eingang, was für Befahrungen, vor allem in tagfernen Bereichen, aufwändige Expeditionen von mehreren Tagen nach sich zieht.

## Forschung

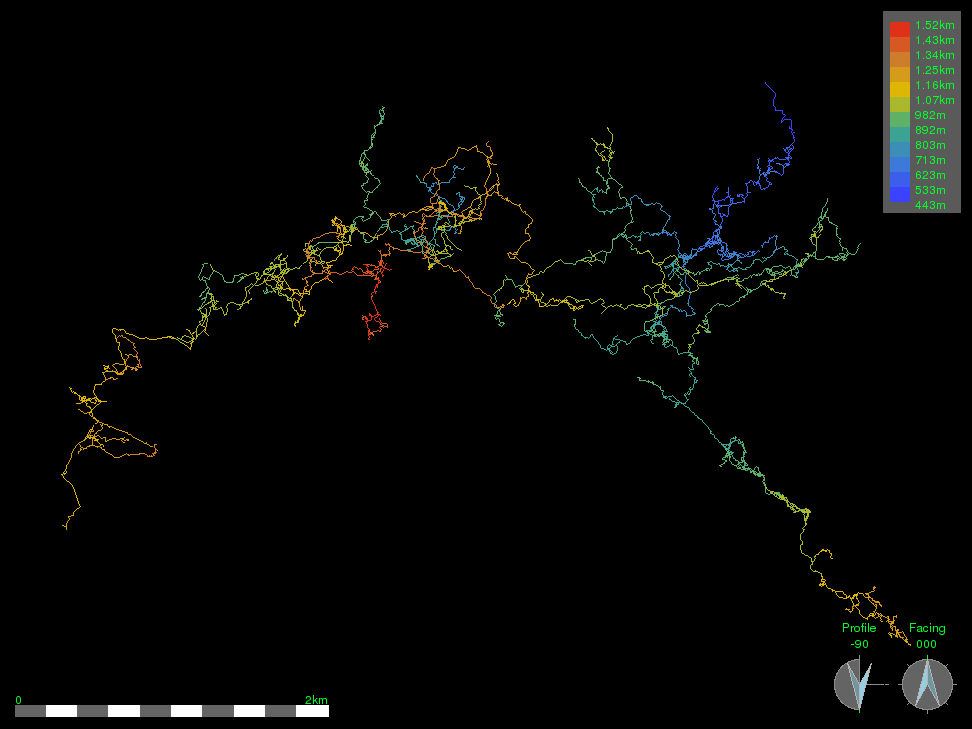
Polygonplan der Höhle, blau = tiefe Stellen, rot = hohe Stellen (November 2010)

In der Hirlatzhöhle wird noch ständig geforscht. Die Forschungen werden vom Verein für Höhlenkunde Hallstatt-Obertraun koordiniert. Die Höhle ist ganzjährig verschlossen. Zum Passieren eines Versturzes wurde im Zuge einer Befahrung eine Sprengung durchgeführt. Tritthilfen, Stege und Leitern erleichtern Forschungsteams die Befahrung, welche aber nur in den Monaten von Jänner bis März möglich ist, da zu anderen Jahreszeiten der Wasserstand an manchen Stellen der Höhle sehr schnell schwanken kann und immer wieder zu Überflutungen führt.
Ein großer Erfolg wurde durch den Zusammenschluss mit dem What u Got Pot (Vormals Schmelzwasserhöhle, Kataster Nr. 1543/173) erzielt. Diese Schachthöhle wurde in der Zeit von 2007 bis 2018 von britischen Forschern bis zu einer Länge von 7.191 m erkundet und dokumentiert. 830 Meter unterhalb des Einstieges wurde ein horizontales System angefahren, von dort gelang am 6. September 2018 ein Durchstieg in die Hirlatzhöhle. In diesem Bereich sind in Zukunft noch weitere Forschungserfolge zu erwarten.
Ein bedeutender Längenzuwachs entstand zuvor durch den Zusammenschluss der Oberen Brandgrabenhöhle (Kataster Nr. 1546/6) mit der Hirlatzhöhle am 28. Dezember 2011 durch den Höhlentaucher Gerhard Wimmer. Die Länge der Hirlatzhöhle überschritt dadurch mit 100.068 m erstmals die 100 km Marke. Die bekannte Tiefe war zu diesem Zeitpunkt 1.073 m.
Als Hindernis für die weitere Forschung im Höhleninneren erweist sich ein riesiger Schlot namens Dark Star, der bereits mehr als 270 Meter in die Höhe erforscht wurde und noch weiter hinauf reicht, wo jedoch das Hinaufklettern durch lockeres Gestein erschwert wird. Es bestand die Hoffnung, weiter oben eine Verbindung in ein noch weitgehend unerforschtes Höhlenareal namens Wadiland zu finden. Das Wadiland, in dem bereits ein großer Tunnel mit geschätzt mindestens 80 Metern Breite ausgemacht werden konnte, ist ansonsten nur durch einen 200 Meter langen Siphon erreichbar, der für die Trockenforschung nicht überwindbar ist. Tauchgänge wiederum sind aufwendig zu organisieren, weil die Ausrüstung zuerst mehrere Tage lang über zahlreiche Engstellen ins Höhleninnere transportiert werden muss.
Im Osten der Hirlatzhöhle durchtauchte Ulrich Meyer im Jänner 2005 zwei Siphone. Dieser Tauchgang in der so großen Entfernung von 11.500 m zum Höhleneingang ist Weltrekord.

## Naturschutz
Höhlen stehen in Österreich prinzipiell (ex-lege) unter strengem Naturschutz. Diese Höhle wurde 1971 auch zum Naturdenkmal (nd600 (Nummer im Naturschutzbuch des Landes Oberösterreich), Hallstatt und Obertraun) erklärt.
Das Gebiet liegt in der Kernzone des UNESCO-Welterbegebiets Kulturlandschaft Hallstatt–Dachstein/Salzkammergut (WHS 806) und im
Europa- und Naturschutzgebiet Dachstein (Vogelschutz- und FFH-Gebiet, AT3101000/EU02; N098).

## Unglück
Am 28. Februar 2016 brach der 54-jährige Höhlenforscher Stefan D. aus Deutschland, Mitglied einer fünfköpfigen Gruppe deutscher und tschechischer Forscher, plötzlich 2 km vom Eingang entfernt in der Höhle zusammen. Zwei Männer stiegen heraus und konnten um 7:30 Uhr die Bergrettung Hallstatt alarmieren. Die Ärztin war um 13 Uhr beim Verunfallten und stellte seinen Tod und bereits eintretende Leichenstarre fest. Die Leiche konnte noch am selben Tag durch die Österreichische Höhlenrettung an die Oberfläche gebracht werden.